# Consejo Supremo de las Fuerzas Armadas (Egipto)
El Consejo Supremo de las Fuerzas Armadas (en árabe, المجلس الأعلى للقوات المسلحة, traducido frecuentemente como SCAF debido a su traducción en inglés) está constituido por 20 oficiales militares señores de las Fuerzas Armadas de Egipto. El consejo gobernó el país desde la Revolución egipcia y la renuncia del presidente Hosni Mubarak en febrero de 2011. La junta militar se ha criticado fuertemente debido a su manejo del período pos-Mubarak, y se ha denunciado por abusos políticos y de derechos humanos. Entre otras acusaciones, las fuerzas armadas egipcias y la junta se han acusado de imponer "pruebas de virginidad" a manifestantes políticas, de utilizar tribunales militares para condenar a periodistas, blogueros y activistas, y de frecuentemente torturar detenidos. Algunos detenidos han sido torturados hasta la muerte por el Ejército antes de ser entregados a la Fiscalía egipcia.

## Miembros actuales
La junta tiene veinte miembros:
- El Presidente del Consejo Abdul Fatah al-Sisi
- Teniente general Sami Hafez Anan (subjefe) - jefe de gabinete de las Fuerzas Armadas de Egipto
- Vicealmirante Mohab Mamish – comandante en jefe de la Marina Egipcia
- Mariscal Aéreo Reda Mahmoud Hafez Mohamed – comandante de la Fuerza Aérea Egipcia
- Teniente general Abd El Aziz Seif-Eldeen
- General de División Hassan al-Roueini – Comandante de la Zona Militar Central
- General de División Ismail Atman – Director del Departamento de los Asuntos Morales
- General de División Mohsen al-Fanagry – Ministro de Defensa Adjunto
- General de División Mohammed Abdel Nabi – Comandante de la Guardia de Fronteras
- General de División Mohamed Saber Attia - Jefe de Operaciones para la Fuerza Armada
- General de División Mohamed Hegazy
- General de División Sedky Sobhy
- General de División Hassan Mohammed Ahmed - Comandante de la Zona Militar del Norte
- General de División Mohsen El-Shazly - Comandante de la Zona Militar del Sur
- General de División Mahmoud Ibrahim Hegazy - Comandante de la Zona Militar Occidental
- Seis otros comandantes militares.[7]

## Historia y acciones
La junta se reúne regularmente, y también durante tiempos de emergencias nacionales, y el presidente de Egipto sirve como su director. Durante la revolución egipcia de 2011, el Consejo Supremo se reunió por primera vez el 9 de febrero, bajo la dirección del expresidente egipcio Hosni Mubarak.
La primera vez que el Consejo se reunió sin el presidente Mubarak fue el 10 de febrero, y el consejo publicó su primer comunicado oficial el mismo día. El comunicado señaló que iba a asumir el poder, lo que hizo el día siguiente después de la renuncia de Mubarak. El presidente actual de la junta militar es el mariscal de campo Mohamed Hussein Tantawi, quien era el ministro de Defensa bajo Mubarak.

### Antes de la renuncia de Mubarak
La junta militar publicó su primera declaración el jueves 10 de febrero de 2011, aclarando que la junta, "en afirmación y apoyo por las demandas legítimas del pueblo" está en "sesión continuamente para contemplar cuáles procedimientos y medidas que se pueden tomar para proteger a la nación". Se notó que el entonces presidente Hosni Mubarak no estaba presente en la reunión como Comandante Supremo de las Fuerzas Armadas, y por lo tanto, que la reunión fue dirigida por Ministro de Defensa Mariscal de Campo Mohamed Hussein Tantawi.